# Geoffrey Soupe
Geoffrey Soupe (Viriat, 22 maart 1988) is een Frans wielrenner die anno 2022 rijdt voor Team TotalEnergies.

## Carrière
In 2010 werd Soupe nationaal kampioen op de weg bij de beloften. Later dat jaar werd hij tweede op het Europese kampioenschap en tiende op het wereldkampioenschap tijdrijden, beide bij de beloften.
In zijn eerste wedstrijd als prof, de Ronde van Gabon, behaalde Soupe meteen zijn eerste profzege: in een sprint-à-deux versloeg hij Anthony Charteau. Andy Cappelle werd twee seconden later derde. De leiderstrui die Soupe aan zijn overwinning overhield moest hij na de vierde etappe afstaan aan Charteau. Later dat jaar won hij ook de eerste etappe in de Ronde van de Elzas. Een dag later finishte hij niet, waardoor Niels Albert de leiderstrui van hem overnam.
Op 1 september 2023 boekte Soupe de grootste zege uit zijn carriere door de zevende etappe van de Ronde van Spanje te winnen.

## Belangrijkste overwinningen
2010
 Frans kampioen op de weg, Beloften
2011
1e etappe Ronde van Gabon
1e etappe Ronde van de Elzas
2023
1e etappe La Tropicale Amissa Bongo
Eind- en puntenklassement La Tropicale Amissa Bongo
7e etappe Ronde van Spanje

## Resultaten in voornaamste wedstrijden
| Jaar | Ronde van Italië | Ronde van Frankrijk | Ronde van Spanje |
| ---- | ---------------- | ------------------- | ---------------- |
| 2011 |                  |                     |                  |
| 2012 | 76e              |                     |                  |
| 2013 |                  |                     | opgave           |
| 2014 |                  |                     | 94e              |
| 2015 |                  | 123e                | opgave           |
| 2016 |                  | 142e                |                  |
| 2017 |                  |                     |                  |
| 2018 |                  |                     |                  |
| 2019 |                  |                     |                  |
| 2020 |                  | 123e                |                  |
| 2021 |                  |                     |                  |
| 2022 |                  |                     |                  |
| 2023 |                  |                     | 101e (1)         |
| 2024 |                  |                     |                  |
| 2025 |                  |                     |                  |

| Jaar | Milaan-San Remo | Gent-Wevelgem | Ronde van Vlaanderen | Parijs-Roubaix | Amstel Gold Race | Luik-Bast.‑Luik | Ronde van Lombardije | Parijs-Tours |  | WK op de weg |  | Wereldranglijsten |
| ---- | --------------- | ------------- | -------------------- | -------------- | ---------------- | --------------- | -------------------- | ------------ |  | ------------ |  | ----------------- |
| 2011 |                 |               |                      |                |                  |                 | opgave               |              |  |              |  |                   |
| 2012 |                 | 76e           |                      |                | 65e              |                 |                      | opgave       |  |              |  | 197e (UWT)        |
| 2013 |                 |               |                      |                |                  | 113e            |                      |              |  |              |  | 225e (UWT)        |
| 2014 |                 |               |                      |                |                  |                 |                      |              |  | opgave       |  |                   |
| 2015 |                 |               |                      |                |                  |                 |                      |              |  |              |  |                   |
| 2016 | 38e             |               |                      |                |                  |                 |                      | 148e         |  | opgave       |  |                   |
| 2017 | 51e             |               |                      |                |                  |                 |                      | 54e          |  |              |  |                   |
| 2018 |                 | 114e          | opgave               | 74e            |                  |                 |                      |              |  |              |  |                   |
| 2019 |                 | opgave        |                      |                |                  |                 |                      | 45e          |  |              |  |                   |
| 2020 | 37e             | opgave        | 94e                  |                |                  |                 |                      |              |  |              |  |                   |
| 2021 |                 | opgave        | opgave               | opgave         |                  |                 |                      |              |  |              |  |                   |
| 2022 |                 |               | opgave               | buit.tijd      | 97e              |                 |                      |              |  |              |  |                   |
| 2023 | 104e            | opgave        |                      | 129e           |                  |                 |                      | 77e          |  |              |  |                   |
| 2024 |                 |               |                      |                |                  |                 |                      |              |  |              |  |                   |
| 2025 |                 |               |                      | opgave         |                  |                 |                      |              |  |              |  |                   |

## Ploegen
- 2011 –  FDJ
- 2012 –  FDJ-BigMat
- 2013 –  FDJ.fr [a]
- 2014 –  FDJ.fr
- 2015 –  Cofidis, Solutions Crédits
- 2016 –  Cofidis, Solutions Crédits
- 2017 –  Cofidis, Solutions Crédits
- 2018 –  Cofidis, Solutions Crédits
- 2019 –  Cofidis, Solutions Crédits
- 2020 –  Total Direct Energie
- 2021 –  Total Direct Energie
- 2022 –  Team TotalEnergies
- 2023 –  TotalEnergies
- 2024 –  TotalEnergies
- 2025 –  TotalEnergies

Wielerploegen van Geoffrey Soupe
Bonnaire ·
Bonnet ·
Bouhanni ·
Casar ·
Chainel ·
Courteille ·
Delage ·
Fédrigo ·
Gérard ·
Geslin ·
Guesdon ·
Hoetarovitsj ·
Jeannesson ·
Ladagnous ·
Meersman ·
Mourey ·
Offredo ·
Pauriol ·
Pineau ·
Pinot ·
Rollin ·
Roux ·
Roy ·
Soupe ·
Sulzberger ·
Vaugrenard ·
Vichot ·
Démare (stagiair) ·
Elissonde (stagiair) ·
Schmidt (stagiair) 
Bonnet ·
Boucher ·
Bouhanni ·
Casar ·
Chainel ·
Courteille ·
Delage ·
Démare ·
Elissonde ·
Fédrigo ·
Gérard ·
Geslin ·
Guesdon (tot 08/04) ·
Hoetarovitsj ·
Jeannesson ·
Ladagnous ·
Mourey ·
Offredo ·
Pauriol ·
Pineau ·
Pinot ·
Rasch ·
Rollin ·
Roux ·
Roy ·
Soupe ·
Vaugrenard ·
Veikkanen ·
Vichot ·
Bergeret (stagiair) ·
Sepúlveda (stagiair) ·
Viennet (stagiair) 
Bonnet ·
Boucher ·
Bouhanni ·
Casar ·
Courteille ·
Delage ·
Démare ·
Elissonde ·
Fédrigo ·
Fischer ·
Geniez ·
Geslin ·
Jeannesson ·
Ladagnous ·
Le Bon ·
Mangel ·
Mourey ·
Offredo ·
Pichon ·
Pineau ·
Pinot ·
Rollin ·
Roux ·
Roy ·
Soupe ·
Vaugrenard ·
Veikkanen ·
Vichot ·
Viennet ·
Guérin (stagiair) ·
Le Gac (stagiair) ·
Poitevin (stagiair) 
Bonnet · Boucher · Bouhanni · Chavanel · Courteille · Delage · Démare · Elissonde · Fédrigo · Fischer · Geniez · Geslin · Jeannesson · Ladagnous · Le Bon · Le Gac · Lecuisinier · Mangel · Mourey · Offredo · Pichon · Pineau · Pinot · Roux · Roy · Soupe · Vaugrenard · Veikkanen · Vichot · Viennet · Manzin (stagiair) · Martin (stagiair) · Sarreau (stagiair)
Ahlstrand · Bagot · N.Bouhanni · Chainel · Chetout · Edet · Hardy · Jõeäär · Laporte · Lemoine · Maté · Molard · Navarro · Petit · Rollin · Rossetto · Sénéchal · Simon · Soupe · Turgis · Van Staeyen · Vanbilsen · Venturini · Verhelst · Zingle · R.Bouhanni (stagiair) · Hofstetter (stagiair) · San Sebastián (stagiair)
Ahlstrand · Bagot · N.Bouhanni · R.Bouhanni · Božič · Chetout · Cousin · Edet · Hardy · Hofstetter · Jeannesson · Jõeäär · Laporte · Lemoine · Maté · Molard · Navarro · Perez · Rossetto · Sénéchal · Simon · Soupe · Turgis · Van Staeyen · Vanbilsen · Venturini · Godon (stagiair) · Le Turnier (stagiair)
Bagot · Bonnafond · N. Bouhanni · R. Bouhanni · Chetout · Claeys · Cousin · Edet · Godon · Hofstetter · Laporte · Le Turnier · Lemoine · Maté · Navarro · Perez · Rossetto · Sénéchal · Simon · Soupe · A. Turgis · J. Turgis · Van Genechten · Van Staeyen · Vanbilsen · Venturini · Barceló (stagiair) · Lafay (stagiair) · T. Turgis (stagiair)
Bonnafond · N. Bouhanni · R. Bouhanni · Chetout · Claeys · Edet · Godon · Jesús Herrada · José Herrada · Hofstetter · Lafay · Laporte · Le Turnier · Lemoine · Maté · Navarro · Perez · Rossetto · Simon · Soupe · Teklehaimanot · A. Turgis · J. Turgis · Van Lerberghe · Van Staeyen · Vanbilsen · Morin (stagiair) · Puppio (stagiair) · Skaarseth (stagiair)
Atapuma · Berhane · N. Bouhanni · R. Bouhanni · Chetout · Claeys · Edet · Fortin · Hansen · Jesús Herrada · José Herrada · Hofstetter · Lafay · Laporte · Le Turnier · Lemoine · Maté · Mathis · Morin · Perez · Périchon · Rossetto · Simon · Soupe · Touzé · Van Lerberghe · Vanbilsen · Waeytens · Finé (stagiair) · Leyder (stagiair) · Viviani (stagiair)
Boasson Hagen · Bodnar · Bonifazio · Burgaudeau · Cabot · de la Parte · Doubey · Dujardin · Ferron · Geniez (tot 31/5) · Grellier · Jousseaume · Latour · Lawless · Manzin · Oss · Ourselin · Rodríguez · J. Sagan · P. Sagan · Simon · Soupe · Terpstra · Turgis · Van Gestel · Vuillermoz · Devanne (stagiair) · Vercher (stagiair)
Boasson Hagen · Bodnar · Bonnet · Burgaudeau · Cabot · Cras · de la Parte · Doubey · Dujardin · Ferron · Grellier · Jeannière · Jousseaume · Latour · Manzin · Oss · Ourselin · Sagan · Simon · Soupe · Tesson · Turgis · Van Gestel · Vercher · Vuillermoz · Boniface (stagiair) · Cialone (stagiair) · Grolier (stagiair)
Boniface · Bonnet · Burgaudeau · Cras · Doubey · Dujardin · Ferron · Gachignard · Grellier · Jeannière · Jegat · Jousseaume · Latour · Manzin · Ourselin · Simon · Soupe · Tesson · Turgis · Vadic · Van Gestel · Vercher · Vuillermoz · Boulahoite (stagiair) · Marcerou (stagiair) · Sanchez (stagiair)